# Liborius von Frank
 (avril 2020).
Si vous disposez d'ouvrages ou d'articles de référence ou si vous connaissez des sites web de qualité traitant du thème abordé ici, merci de compléter l'article en donnant les références utiles à sa vérifiabilité et en les liant à la section « Notes et références ».
Liborius Ritter von Frank, né le 5 octobre 1848 à Split dans l'empire d'Autriche et mort le 26 février 1935 à Graz en Autriche, était un Feldzeugmeister austro-hongrois qui fut commandant de la 5e armée sur le front serbe en 1914.